# Shibayama, Chiba
Shibayama (芝山町 Shibayama-machi) là thị trấn thuộc huyện Sanbu, tỉnh Chiba, Nhật Bản. Tính đến ngày 1 tháng 10 năm 2020, dân số ước tính thị trấn là 7.033 người và mật độ dân số là 160 người/km2. Tổng diện tích thị trấn là 43,24 km2.

## Địa lý

### Đô thị lân cận
- Chiba
  - Narita
  - Tomisato
  - Sanmu
  - Yokoshibahikari
  - Tako